# Cissy Houston (album 1970)
Cissy Houston è il primo album discografico solistico della cantante statunitense Cissy Houston, pubblicato dall'etichetta discografica Janus Records nel gennaio del 1971.
Lasciato il gruppo vocale dei Sweet Inspirations nel 1969 (da lei stessa formato nel 1967), la Houston registra il suo primo album a proprio nome, in stile soul/R&B con forti influenze gospel.

## Tracce

### LP
Lato A
1. I Just Don't Know That What to Do with Myself – 2:15 (Burt Bacharach, Hal David)
2. Didn't We – 3:35 (Jimmy Webb)
3. I'll Be There – 2:45 (Bobby Darin)
4. Any Guy – 3:35 (Melanie Safka)
5. When Something Is Wrong with My Baby – 3:20 (David Porter, Isaac Hayes)

Lato B
1. Be My Baby – 3:28 (Phil Spector, Ellie Greenwich, Jeff Barry)
2. This Empty Place – 2:38 (Burt Bacharach, Hal David)
3. The Long and Winding Road – 3:50 (Paul McCartney, John Lennon)
4. He / I Believe – 3:20 (Richard Mullan, Jack Richards / Ervin Drake, Irvin Graham, Jimmy Shirl, Al Stillman)

## Musicisti
- Cissy Houston - voce solista

Note aggiuntive
- Bob Finiz, Charles Koppelman, Donald Rubin - produttori
- Bob Scerbo - coordinatore alla produzione
- Dorothy Schwartz - coordinatore album[2]

Singoli
| Anno | Titolo del brano | Classifica            | Posizione raggiunta |
| ---- | ---------------- | --------------------- | ------------------- |
| 1971 | Be My Baby       | Billboard Hot 100     | 92                  |
| 1970 | I'll Be There    | Hot R&B/Hip-Hop Songs | 45                  |
| 1971 | Be My Baby       | Hot R&B/Hip-Hop Songs | 31                  |